# Atozyban
Atozyban (Tractocile, Antocin, RWJ 22164) – inhibitor oksytocyny i wazopresyny, stosowany w położnictwie jako tokolityk.
Lek został opracowany przez Ferring Pharmaceuticals w latach 80.
W 2005 roku przegląd systematyczny dokonany przez Cochrane Collaboration wykazał, że atozyban wykazuje mniej działań niepożądanych niż alternatywne tokolityki, jednak skutecznością nie przewyższał placebo, a w jednym badaniu jego stosowanie wiązało się z ryzykiem zwiększonej śmiertelności noworodków.